# KFC Evergem Center
Maillots
Dernière mise à jour : 3 août 2017.
Le Koninklijke Football Club Evergem-Center est un club de football belge basé à Evergem, en Flandre-Orientale. Le club porte le matricule 662 et évolue en deuxième provinciale lors de la saison 2017-2018. Auparavant, il a disputé 15 saisons dans les divisions nationales belges, dont 1 en Division 3, le plus haut niveau qu'il ait atteint. Le club est présidé par Luc De Puydt et dispute ses matches à domicile au « Het Lindeken ». Les joueurs portent des maillots rouges à bords jaunes.

## Histoire
Le Football Club Evergem-Center est très probablement issu d'une fusion entre trois équipes locales, L'Yser, Gemeenteclub et Evergems Verbond. En 1923, il s'affilie l'Union Métropolitaine, une association regroupant des clubs de football issus d'établissements scolaires ou associations catholiques, elle-même affiliée à l'Union Belge. Le 9 mai 1926, le club s'affilie en son nom propre à la fédération nationale. Il débute dans les championnats régionaux quelques mois plus tard et reçoit en décembre de la même année le matricule 662. Le club reste cantonné aux séries provinciales durant trois décennies. Le 26 juin 1952, le club est reconnu « Société Royale » et change son nom en Koninklijke Football Club Evergem-Center le 4 septembre 1952. En 1963, il remporte le titre provincial et monte pour la première fois en Promotion.
Pour sa première saison en nationales, Evergem-Center parvient à se maintenir facilement et termine à la septième place. Deux ans plus tard cependant, il ne peut éviter la relégation à la suite de sa quatorzième place finale et redescend en première provinciale après trois saisons disputées en Promotion. Le club passe vingt ans dans les séries provinciales. Il parvient à revenir en Promotion en 1987. Durant les saisons qui suivent, le club se classe parmi les meilleures équipes de sa série, terminant troisième à deux reprises en 1989 et en 1990. Ensuite, le club recule dans la hiérarchie, jusqu'à terminer à l'avant-dernière place en 1993, synonyme de retour en provinciales.
Dans la seconde moitié des années 1990, le club chute jusqu'en deuxième provinciale. En 2001, Evergem remporte le titre dans sa série et remonte en première provinciale. Un an plus tard, il décroche une place au tour final, qu'il remporte et remonte ainsi en Promotion dix ans après l'avoir quittée. Deux ans après son retour, le club remporte le classement d'une tranche du championnat et se qualifie pour le tour final pour la montée en Division 3. Il remporte ses rencontres face au KESK Leopoldsburg, au KSK Lebbeke et enfin l'Union du Centre. Grâce à cette victoire, il est promu pour la première fois de son Histoire en troisième division.
La différence de niveau est trop forte pour Evergem-Center, qui finit bon dernier de sa série, avec seulement deux victoires et six partages en trente matches de championnat. Le club est relégué en Promotion après un an au niveau supérieur. Même après cette relégation, les résultats ne sont pas meilleurs. Après deux saisons moyennes conclues dans la seconde moitié du classement, le club termine avant-dernier de sa série en 2008 et doit retourner en provinciales, six ans après les avoir quittées. Il n'est plus remonté en Promotion depuis lors.
En fin d'année 2010, alors que le club se traîne en fin de classement de première provinciale, des projets de fusion avec le Sporting Ertvelde sont évoqués mais ne se concrétisent pas. Le club est relégué en fin de saison en deuxième provinciale. Il subit une seconde relégation consécutive et descend en troisième provinciale, où il joue depuis la saison 2012-2013.

## Résultats dans les divisions nationales
Statistiques mises à jour au 24 juin 2013

### Bilan
| Niv | Divisions     | Jouées | Titres | TM Up | TM Down |
| --- | ------------- | ------ | ------ | ----- | ------- |
| I   | 1re nationale | 0      | 0      |       |         |
| II  | 2e nationale  | 0      | 0      |       |         |
| III | 3e nationale  | 1      | 0      |       |         |
| IV  | 4e nationale  | 14     | 0      | 1     |         |
| V   | 5e nationale  | 0      | 0      |       |         |
|     |               |        |        |       |         |
|     | TOTAUX        | 15     | 0      | 1     | 0       |

- TM Up : test-match pour départager des égalités, ou toutes formes de Barrages ou de Tour final pour une montée éventuelle.
- TM Down : test-match pour départager des égalités, ou toutes formes de Barrages ou de Tour final pour le maintien.

### Classement saison par saison
| Ordre               | Saison  | Nom du club          | Niveau             | Classement final | Remarques                |
| ------------------- | ------- | -------------------- | ------------------ | ---------------- | ------------------------ |
| 1                   | 1963-64 | K. FC Evergem-Center | Promotion série A  | 7e/16            |                          |
| 2                   | 1964-65 | K. FC Evergem-Center | Promotion série B  | 11e/16           |                          |
| 3                   | 1965-66 | K. FC Evergem-Center | Promotion série D  | 14e/16           | Relégué!                 |
| séries provinciales |         |                      |                    |                  |                          |
| 4                   | 1987-88 | K. FC Evergem-Center | Promotion série A  | 6e/16            |                          |
| 5                   | 1988-89 | K. FC Evergem-Center | Promotion série A  | 3e/16            |                          |
| 6                   | 1989-90 | K. FC Evergem-Center | Promotion série A  | 3e/16            |                          |
| 7                   | 1990-91 | K. FC Evergem-Center | Promotion série A  | 8e/16            |                          |
| 8                   | 1991-92 | K. FC Evergem-Center | Promotion série A  | 12e/16           |                          |
| 9                   | 1992-93 | K. FC Evergem-Center | Promotion série A  | 15e/16           | Relégué!                 |
| séries provinciales |         |                      |                    |                  |                          |
| 10                  | 2002-03 | K. FC Evergem-Center | Promotion série A  | 7e/16            |                          |
| 11                  | 2003-04 | K. FC Evergem-Center | Promotion série A  | 5e/16            | Promu via le tour final! |
| 12                  | 2004-05 | K. FC Evergem-Center | Division 3 série A | 16e/16           | Relégué!                 |
| 13                  | 2005-06 | K. FC Evergem-Center | Promotion série A  | 11e/16           |                          |
| 14                  | 2006-07 | K. FC Evergem-Center | Promotion série A  | 12e/16           |                          |
| 15                  | 2007-08 | K. FC Evergem-Center | Promotion série B  | 15e/16           | Relégué!                 |
| séries provinciales |         |                      |                    |                  |                          |